# Arracourt
Arracourt – miejscowość i gmina we Francji, w regionie Grand Est, w departamencie Meurthe i Mozela.
Według danych na rok 1990 gminę zamieszkiwało 259 osób, a gęstość zaludnienia wynosiła 15 osób/km² (wśród 2335 gmin Lotaryngii Arracourt plasuje się na 788. miejscu pod względem liczby ludności, natomiast pod względem powierzchni na miejscu 257.).
W dniach 18–29 września 1944 pod Arracourt rozegrała się jedna z największych bitew pancernych frontu zachodniego, rozegrana pomiędzy amerykańską 4. Dywizją Pancerną a niemieckim LVIII Korpusem Pancernym.

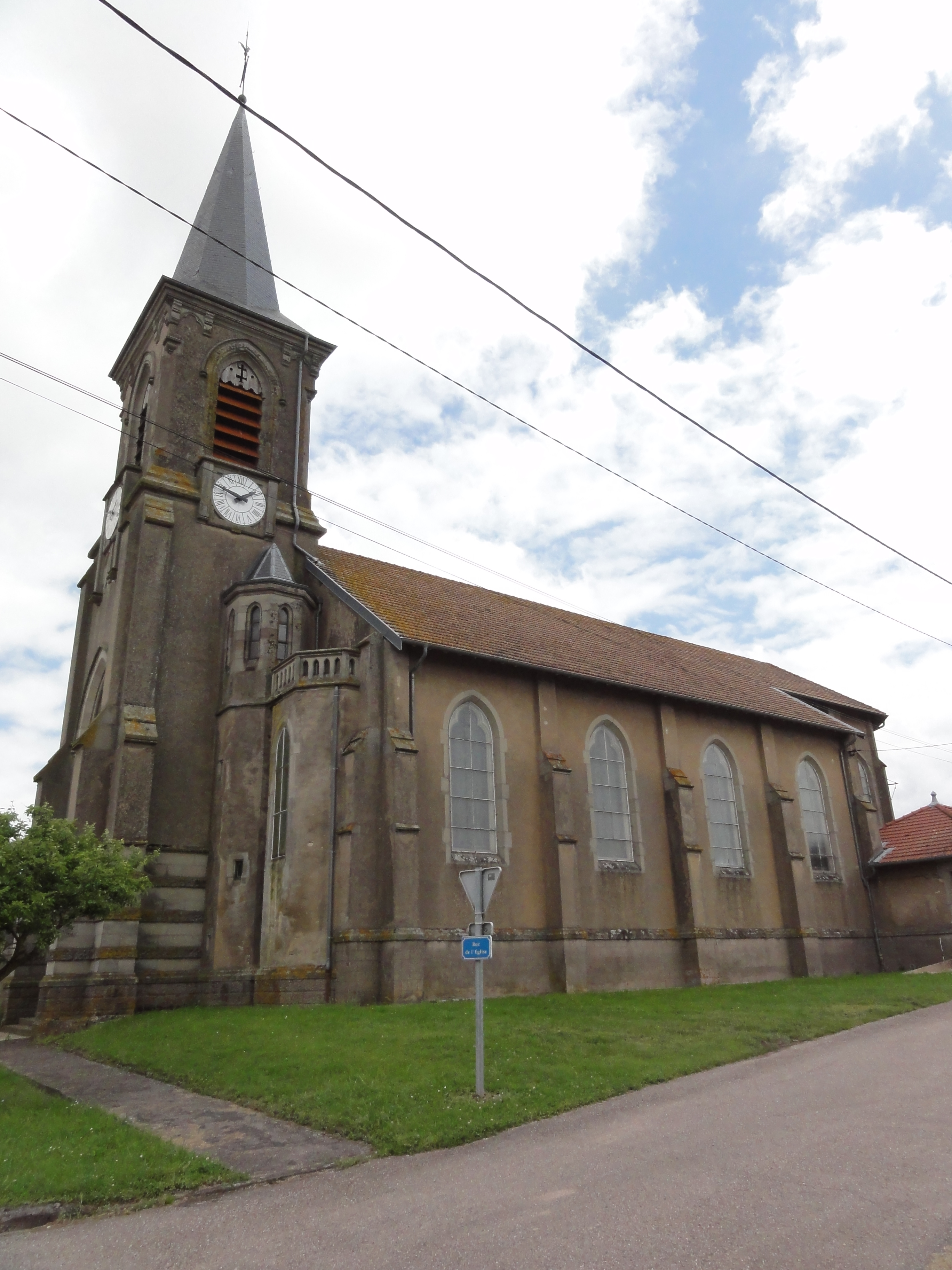
Kościół św. Maurycego (2016)

## Populacja

Populacja Arracourt w latach 1962–2008